# 기타야마촌 (에히메현)
기타야마촌(喜多山村)은 에히메현 기타군에 설치되었던 촌이다. 현재의 오즈시에 해당한다.